# Arbeitsgemeinschaft der Parlaments- und Behördenbibliotheken
Die Arbeitsgemeinschaft der Parlaments- und Behördenbibliotheken (APBB) ist eine Interessenvertretung von parlaments- und behördeneigenen Bibliotheken und Dokumentationsstellen. Sie berät ihre Mitgliedsbibliotheken, fördert das berufliche Netzwerk, organisiert Weiterbildungsveranstaltungen, pflegt Verbindungen zu den bibliothekarischen Fachverbänden sowie sonstigen Vereinen, Verbänden und Stellen.

## Geschichte
Im Jahre 1955 erfolgte die Gründung der Kommission der Parlaments- und Behördenbibliotheken beim Verein Deutscher Bibliothekare gegründet und arbeitet seit 1957 als eigenständige Organisation unter dem heutigen Namen.

## Aufgaben
Die Arbeitsgemeinschaft befasst sich schwerpunktmäßig mit folgenden Aufgabenbereichen:
- Organisation von Fachsitzungen und Workshops im Rahmen des jährlichen stattfindenden Deutschen Bibliothekartags. Zeitgleich finden dort auch die Mitgliedsversammlungen statt.
- Fortbildungsveranstaltungen zu Themen, die besonders auf die Bedürfnisse der Mitgliedsbibliotheken zugeschnitten sind. Aktuelle Themen sind u. a.: Organisations- und Managementfragen, Elektronische Medien, One-Person Libraries (OPL) und Open Data.
- Herausgabe einer regelmäßig erscheinenden Publikation für die Mitglieder, in der aktuelle Themen vorgestellt werden.
- Individuelle Beratung von Mitgliedsbibliotheken durch Fachkollegen.
- Regelmäßiger Informationsaustausch, u. a. durch die Pflege einer Website.

## Mitgliedsbibliotheken
In der APBB sind zurzeit etwa 500 Mitgliedsbibliotheken unterschiedlichster Größe, Struktur und Aufgabenstellung vertreten. Zu diesen Bibliotheken gehören u. a.:
- Parlamentsbibliotheken
- Gerichtsbibliotheken
- Behördenbibliotheken des Bundes, der Länder und der Gemeinden
- Bibliotheken der Anstalten des Bundes und der Länder
- Bibliotheken von Körperschaften (z. B. Industrie- und Handelskammern)
- Bibliotheken kirchlicher Institutionen.

## Vorstand
Die Mitglieder werden durch einen Vorstand geleitet und nach außen hin vertreten. Der Vorstand umfasst bis zu 15 Mitglieder, die alle zwei Jahre während der Mitgliederversammlung gewählt werden. Die laufenden Geschäfte werden durch den Vorsitzenden geführt. 

## Zusammenarbeit
Die APBB arbeitet mit zahlreichen fachlich verwandten bibliothekarischen Organisationen zusammen. Besonders eng ist der Kontakt zur Arbeitsgemeinschaft für juristisches Bibliotheks- und Dokumentationswesen (AjBD) und zu den Fachgruppen "Government Libraries" und "Libraries and Research Services for Parliaments" des Internationalen Verbandes der bibliothekarischen Organisationen und Institutionen (International Federation of Library Associations and Institutions IFLA). 

## Veröffentlichungen
Bis Ende 2012 war die Arbeitsgemeinschaft Herausgeberin der 
- Arbeitshefte (erschien ein- bis zweimal jährlich in gedruckter Form)
- Mitteilungen (erschien mehrfach jährlich).

Seit 2013 sind die Arbeitshefte und die Mitteilungen zu einer Publikation verschmolzen: die neue Publikation APBB aktuell erscheint einmal jährlich online. Das erste Heft ist im Mai 2013 erschienen. Die Online-Publikation APBB aktuell kann in den ersten zwölf Monaten nach Erscheinen ausschließlich im Mitgliederbereich des Webauftritts abgerufen werden, danach ist das Heft auf der Website allgemein zugänglich. 